# Налбантин
Налбантин (тур. Nalbant, енгл. Farrier) или налбанта је реч турског порекла која означава ковача-поткивача.

## Историја
Овај назив за поткивача је био раширен у балканским земљама за време османлијске владавине (1459—1912).
Кроз историју, занати ковача и поткивача су готово увек ишли заједно; данас, мали број ковача се бави поткивањем и негом коњских копита, па су малобројни преостали поткивачи, како за товарне коње, тако и за расна и тркачка грла, постали уско специјализовано занимање.
Данас се реч набалтин ретко користи, али се среће у српским народним песмама.